# Subunidad Gq alfa
La proteína Gq o Gq/11 es una subunidad de la proteína G heterotrimérica que activa a la fosfolipasa C (PLC). A su vez, la PLC hidroliza a un fosfatidilinositol bifosfato (PIP2) convirtiéndolo en diacilglicerol (DAG) e inositol trifosfato (IP3), una de las rutas metabólicas de transducción de señales celulares. El DAG actúa como un segundo mensajero que activa a la proteína kinasa C y, por su parte, IP3 participa en la fosforilación de ciertas proteínas intracelulares. El gen que codifica a una Gq se encuentra en el cromosoma 19 denominado GNAQ y produce tres proteínas: GNA11 (19p13.3), GNA14 (9q21) y GNA15 (19p13.3).

## Función
Las proteínas Gq son una clase de proteína G que activan a la fosfolipasa C como parte de actividades celulares fisiológicas, entre ellas el gusto, el trastorno bipolar, la producción de tumores, etc. Una vez activada la PLC, separa moléculas de fosfolípidos. En la reacción, una molécula de fosfatidilinositol 4,5-bifosfato sufre ruptura y produce dos compuestos: el diacilglicerol y el inositol 1,4,5-trifosfato (IP3). El DAG permanece unido a la membrana plasmática, mientras que el IP3 es liberado en forma soluble al citoplasma. El IP3 luego difunde hasta unirse a receptores específicos del inositol trifosfato, los cuales son canales de calcio en el retículo endoplásmico. Estos canales proteicos son específicos para el calcio, y solo permitirán el paso del calcio desde el interior del retículo endoplásmico hasta el citosol. Ello causa un aumento intracelular en la concentración de calcio que produce la iniciación de una cascada de cambios y actividades intracelulares.

## Receptores asociados a la proteína G
Algunos de los receptores de la membrana celular que están asociados a proteínas Gq intracelulares son receptores moduladores de neutrotransmisores pertenecientes a la familia de receptores rodopsina, e incluyen:
- Receptor adrenérgico alfa 1
- Receptor 5-HT tipo 2
- Receptores muscarínicos tipos M1, M3 y M5
- Receptores de histamina tipo 1
- Receptor de calcitonina
- Receptor de Kisspeptina GPR54